# A1高速公路 (克罗地亚)
A1高速公路，又名達爾馬提亞公路（Dalmatina），是克羅地亞一條高速公路。北起首都薩格勒布，南至斯普利特。
公路始建於2000年，目前有計劃延伸至杜布羅夫尼克。完成後全長550公里。
公路是歐洲E65和71公路的一部份。